# 乌牛早
乌牛是茶树名，原产地为浙江省温州市永嘉县乌牛镇，为江东一带每年最早上市的春茶、绿茶。
乌牛早茶种属于龙井茶，龙井茶分布于杭州至温州一带，徽州也属此类，其发源地为天台山。《西湖全书》中的西湖龙井茶分册开章明义指出西湖茶树自天台来，陆羽則在《茶经》中指明与歙州同。
乌牛早曾經失传，大约二百年前重新发现、种植。